# Вельополе (Лодзинське воєводство)
Вельополе (пол. Wielopole) — село в Польщі, у гміні Белхатув Белхатовського повіту Лодзинського воєводства.
Населення — 154 особи (2011).
У 1975-1998 роках село належало до Пйотрковського воєводства.

## Демографія
Демографічна структура станом на 31 березня 2011 року:
|          | Загалом | Допрацездатний вік | Працездатний вік | Постпрацездатний вік |
| -------- | ------- | ------------------ | ---------------- | -------------------- |
| Чоловіки | 77      | 13                 | 54               | 10                   |
| Жінки    | 77      | 14                 | 46               | 17                   |
| Разом    | 154     | 27                 | 100              | 27                   |